# الرابطة المحمدية للعلماء
الرابطة المحمدية للعلماء مؤسسة دينية مغربية مقرها الرباط، الأمين العام الحالي هو الدكتور أحمد عبادي،
تتكون من مجلس الأكاديمي يكلف بالشؤون العلمية للرابطة ويتداول في جميع القضايا المتعلقة بمهامها، ويتخذ جميع المقررات التي تمكن من تحقيق أهدافها. ومن مكتب تنفيذي يكلف باتخاذ جميع التدابير الضرورية لإعداد مقررات المجلس الأكاديمي بعد المصادقة عليها.
تسعى الرابطة إلى التعريف بأحكام الشرع الإسلامي ونشر مبادئ الوسطية والاعتدال والمساهمة في تنشيط الحياة العلمية والثقافية في مجال الدراسات الإسلامية وتوثيق أواصر التعاون والتواصل بين العلماء والمفكرين والهيئات العلمية.
تسير الرابطة 14 مركز للدراسات والأبحاث و11 منبر إعلامي من مجلة وجريدة.

## تاريخ
تم تأسيس الرابطة المحمدية للعلماء طبقا للظهير الشريف الصادر في 15 محرم 1427هـ الموافق لـ 14 فبراير 2006،
انعقد أول مؤتمر لعلماء المغرب بفندق باليما بالعاصمة الرباط بين 26-27 ربيع الأول 1380هـ /18، 19 سبتمبر 1960م. وشارك فيه حوالي ثلاثمائة عالم يمثلون مختلف أقاليم المملكة،